# Madagaskarsolfågel
Madagaskarsolfågel (Cinnyris notatus) är en fågel i familjen solfåglar inom ordningen tättingar.

## Utseende och läte
Madagaskarsolfågeln är en stor och mörk solfågel med lång, nedåtböjd näbb. Hanen är glansigt grön och svart, honan mörkbrun med kraftig streckning undertill. Lätet är ett enkelt "cheep" som ibland upprepas snabbt. Hanen är distinkt, honan skiljs från hona souimangasolfågel på större storlek och näbb samt den kraftigt streckade undersidan.

## Utbredning och systematik
Fågeln delas upp i tre underarter med följande utbredning:
- C. n. moebii – Grande Comore i Komorerna
- C. n. voeltzkowi – Mohéli i Komorerna
- C. n. notatus – Madagaskar

Sedan 2016 urskiljer Birdlife International och naturvårdsunionen IUCN moebii och voeltzkowi som de egna arterna "grandecomoresolfågel" och "mohélisolfågel". 

## Levnadssätt
Madagaskarsolfågeln hittas i skog, plantage, trädgårdar och buskmarker. Den är en aktiv fågel som mestadels lever av nektar.

## Status
IUCN hotkategoriserar underarterna (eller arterna) var för sig, alla tre som livskraftiga.